# Liste der Bodendenkmäler in Recklinghausen
Die Liste der Bodendenkmäler in Recklinghausen enthält die denkmalgeschützten unterirdischen baulichen Anlagen, Reste oberirdischer baulicher Anlagen, Zeugnisse tierischen und pflanzlichen Lebens und paläontologischen Reste auf dem Gebiet der Stadt Recklinghausen im Kreis Recklinghausen in Nordrhein-Westfalen (Stand: September 2020). Diese Bodendenkmäler sind in Teil B der Denkmalliste der Stadt Recklinghausen eingetragen; Grundlage für die Aufnahme ist das Denkmalschutzgesetz Nordrhein-Westfalen (DSchG NRW).
| Bild                                       | Bezeichnung                                | Lage            | Beschreibung | Bauzeit    | Eingetragen seit | Denkmal- nummer |
| ------------------------------------------ | ------------------------------------------ | --------------- | --- | ---------- | ---------------- | --------------- |
| Turmhügelburg Suderwich                    | Turmhügelburg Suderwich                    | Suderwich Karte | Klutenburg, Mkz. 4309,41 Turmhügelburg Suderwich, ca. 5 m hoher Hügel, Durchmesser ca. 30 m, mit Resten umliegender Wallanlagen | 6.-10. Jh. | 05.02.1987       | 1               |
| Alte Pfarrkirche St. Johannes mit Kirchhof | Alte Pfarrkirche St. Johannes mit Kirchhof | Suderwich Karte | |            |                  |                 |